# Orthia augias
Orthia augias är en fjärilsart som beskrevs av Herrich-Schäffer 1850. Orthia augias ingår i släktet Orthia och familjen nattflyn. Inga underarter finns listade i Catalogue of Life.